# Rankendorf
Rankendorf ist ein Ortsteil der Gemeinde Roggenstorf im Landkreis Nordwestmecklenburg in Mecklenburg-Vorpommern.

## Geografie und Verkehrsanbindung
Rankendorf liegt nördlich des Kernortes Roggenstorf an der Kreisstraße K 13. Nördlich und östlich vom Ort erstreckt sich das 2600 ha große Landschaftsschutzgebiet Lenorenwald und südöstlich das 33 ha große Naturschutzgebiet Pohnstorfer Moor.

## Sehenswürdigkeiten
In der Liste der Baudenkmale in Roggenstorf sind für Rankendorf vier Baudenkmale aufgeführt:
- das Räucherhaus, ein quadratischer Feldsteinturm von 1856 mit einem Pyramidendach; der Anbau ist wie ein Schiff in Wohnungen unterteilt (Dassower Straße 19/20)
- Landarbeiterhaus (Dassower Straße 6)
- Gutsanlage mit Park (Dorfstraße 1): der sanierte, zweigeschossige Putzbau stammt aus der Zeit von um 1870; dazu gehört ein dreigeschossiger Turm und ein Sockelgeschoss; die Fachwerkscheunen tragen ein Krüppelwalmdach
- Pfostensteine (Dorfstraße 3)

## Persönlichkeiten

### Söhne und Töchter des Ortes
- Friedrich Wilhelm Rogge (1808–1889), Dichter